# Dypsis betsimisarakae
Espèce
Statut de conservation UICN

 VU B1ab(i,ii,iii); C2a(i) : Vulnérable
Dypsis betsimisarakae est une espèce de palmiers (Arecaceae), endémique de Madagascar. En 2012 elle est considérée par l'IUCN comme une espèce vulnérable.